# Droga wojewódzka 756
Die Droga wojewódzka 756 (DW 756) ist eine 74 Kilometer lange Droga wojewódzka (Woiwodschaftsstraße) in der polnischen Woiwodschaft Heiligkreuz, die Starachowice mit Stopnica verbindet. Die Strecke liegt im Powiat Starachowicki, im Powiat Kielecki, im Powiat Staszowski und im Powiat Buski.

## Streckenverlauf
Woiwodschaft Heiligkreuz, Powiat Starachowicki
-  Starachowice (DK 42, DW 744)
- Rzepin Drugi
-  Rzepin Kolonia (DW 752)
- Pawłów
- Ambrożów
- Chybice

Woiwodschaft Heiligkreuz, Powiat Kielecki
- Sosnówka
- Rudki
- Serwis
-  Nowa Słupia (DW 751, DW 753)
- Dębniak
- Paprocice
- Zamkowa Wola
-  Łagów (DK 74)
- Wola Łagowska
- Sadków
- Nowy Rembów
-  Raków (Rakau) (DW 764)
- Życiny

Woiwodschaft Heiligkreuz, Powiat Staszowski
- Osówka
-  Szydłów (DW 765)
- Wola Poduchowna

Woiwodschaft Heiligkreuz, Powiat Buski
- Brzozówka
- Kargów
- Żerniki Dolne
- Jastrzębiec
- Falęcin Stary
- Kąty Nowe
-  Stopnica (DK 73, DW 757)